# Nicole d'Oliva
Marie Nicole Le Guay d'Oliva, dite Nicole d'Oliva (Paris, Septembre 1761 - Fontenay-sous-Bois, 1789), est une courtisane et mémorialiste française. Elle est connue pour être une des protagonistes de l'affaire du collier de la reine.

## Biographie
Marie Nicole Le Guay nait à Paris en septembre 1761, fille de Claude Le Guay et Marguerite David. Elle devient orpheline jeune et est contrainte de se prostituer pour subvenir à ses besoins. Elle se surnomme elle-même « Baronne d'Oliva » et office dans les jardins du Palais-Royal.
Au printemps 1784 elle est contactée par Nicolas de La Motte, époux de Jeanne de Valois-Saint-Rémy. Elle est embauchée pour jouer le rôle de Marie-Antoinette lors d'une réunion nocturne dans les jardins de Versailles. Durant la rencontre elle doit dire quelques mots et donner une rose et une lettre. Cette rencontre est une partie cruciale de l’escroquerie dite de l'Affaire du collier de la Reine : elle doit rencontrer le Cardinal de Rohan et doit le convaincre que c'est bien la Reine qui demande l’achat du collier. Marie Nicole Le Guay a été choisie pour ce rôle pour sa ressemblance avec la Reine, et elle portait une robe blanche semblable à celles de la Reine.
Durant l’été 1785, la fraude est révélée à Paris. Le 16 octobre 1785, Nicole d'Oliva est arrêtée à Bruxelles en compagnie d'un certain Toussaint de Beausire. Elle est transférée à la Bastille où elle donne naissance à un enfant. Elle est jugée avec tous les complices de l'arnaque.
Nicole d'Oliva affirme durant le procès qu'elle ne savait pas que c'était une arnaque. Elle avait bien participé à la fameuse rencontre mais n’en connaissait pas le but. Pour elle, elle avait été payée pour jouer un rôle d'actrice. La cour la croit et elle est la seule des accusés à être acquittée avec le cardinal de Rohan.
Après le procès, elle a une liaison avec son avocat.
Elle meurt en 1789 seulement quatre ans après le procès dans le couvent de Fontenay-sous-Bois où elle résidait.

## Mémoires
Nicole d'Oliva publie ses mémoires après le procès : Mémoire pour la demoiselle le Guay d'Oliva, fille mineure, émancipée d'âge, accusée, contre M. le Procurer-général.